# Білоусове (Богодухівський район)
Білоу́сове — село в Україні, у Коломацькій селищній громаді Богодухівського району Харківської області. Населення становить 267 осіб. До 2017 орган місцевого самоврядування — Шелестівська сільська рада.

## Географія
Село Білоусове примикає до села Шелестове, за 2 км розташований селище Коломак. До села примикають великі лісові масиви (дуб). Поруч із селом проходить залізниця, найближча станція Коломак на відстані 1 км.

## Історія
- 1775 рік — засноване як хутір Прогоня.
- 1920 рік — перейменоване в село Білоусове.
- 12 червня 2020 року, розпорядженням Кабінету Міністрів України № 725-р «Про визначення адміністративних центрів та затвердження територій територіальних громад Харківської області», увійшло до складу Коломацької селищної громади.[1]
- 19 липня 2020 року, в результаті адміністративно-територіальної реформи і ліквідації Коломацького району, село увійшло до складу Богодухівського району.[2]

## Пам'ятки
За 3 км від села знаходиться Коломацьке городище.